# Лукомские
Луко́мские (пол. Łukomski) — княжеский род литовского происхождения. Название они получили от города Лукомль, располагавшегося недалеко от Друцка.

## История рода
Лукомль с XII века был центром удельного Лукомского княжества, в котором правили представители полоцкой ветви Рюриковичей. По мнению Юзефа Вольфа Лукомские были потомками князей Полоцко-Витебских, однако документального подтверждения этой версии не существует. Сами Лукомские выводили своё происхождение от старшего сына великого князя литовского Ольгерда, Андрея, бывшего князем псковским, полоцким и с 1386 года Лукомским. Однако и эта версия происхождении Лукомских документального подтверждения не имеет и в настоящее время отвергнута.
В XV веке в Литве упоминаются несколько князей Лукомских, но родственные связи между ними не прослеживаются, а их общий родоначальник не установлен. Достоверная генеалогия прослеживается с князя Ивана Лукомского, в 1473 году выехавшего в Москву, а его имения в Литве при этом были конфискованы. В 1493 году он был казнён (сожжен в железной клетке), якобы за участие в заговоре против великого князя Ивана III Васильевича. Вероятно у князя Ивана осталось в Литве несколько сыновей, к которым можно отнести Ивана, владевшего Шчидутами, Андрея и Фёдора, а также, по-видимому, еще Григория и Романа. От Ивана, Андрея и Романа прослеживаются три линии рода, представители которых не владели большими имениями и не занимали крупных должностей в Литве. Лукомль входил в состав их владений до второй половины XVI века. В начале XVII века непрерывная родословная князей Лукомских прерывается, встречаются лишь отдельные упоминания о некоторых представителях рода.
В конце XVII века Лукомские, считавшие себя потомками Ольгерда и писавшиеся Ольгердовичами-Лукомскими, утратили княжеский титул. Ветви этого рода были внесены в I и VI части родословных книг Витебской, Волынской, Могилевской и Подольской губерний.
В 1907 году Зинаида Дмитриевна Лукомская подавала прошение об утверждении княжеского титула, в котором были приведены сведения об их линии. По её утверждению род происходил от Андрея Ольгердовича (ум. 1399), у которого был указан сын Иван (ум. 1493), что было хронологически недостоверно. Было также указано, что на Варшавском сейме в 1564 года были признаны князьями четыре рода: Радзивиллы, Чарторыйские, Збаражские, Лукомские, что было подтверждено в Люблинской унии 1569 года. Однако на основании отсутствия некоторых документов, подтверждающих родственные связи, 20 мая 1910 года в прошении было отказано.
Существует ещё польский дворянский род Лукомских, герба Дрыя, восходящий к концу XIV века и внесенный в книгу дворян Царства польского (по Калишской губернии). Князь Иван Лукомский, посланный королём Казимиром Польским в Москву, поселился там и, заподозренный в намерении отравить великого князя Ивана Васильевича, был сожжён в 1493 году.
- Князь Лукомский Михаил Константинович - московский дворянин (1627-1658)[3].

## Лукомские (не князья)
Есть три фамилии этого имени (не князья), из которых только одна внесена в Гербовник:
1. Лукомские, потомства Петра Максимовича Лукомского, за которым писаны старые поместья в 1620 году (Герб. Часть IX. № 38).
2. Лукомские, потомки Войцеха Лукомскаго, участвовавшего на сейме 1674 года (в Гербовник не внесены).
3. Лукомские, потомки Станислава и Яна Лукомского, последний из которых был послом на сейме 1697 года (в Гербовник не внесены)[4].

## Известные представители рода Лукомских
- Лукомский, Александр Сергеевич — русский генерал, участник Первой мировой войны
  - Софья Михайловна Лукомская, урождённая Драгомирова, жена его, дочь генерала М. И. Драгомирова.
- Лукомский, Владислав Крескентьевич — известный российский историк, геральдист и генеалог.
- Лукомский, Георгий Крескентьевич — русский историк, искусствовед, художник.
- Лукомский, Люциан Юлианович — русский генерал, участник Кавказской войны.